# Gruppspelet i Royal League 2005/2006
Gruppspelet i Royal League 2005/2006 spelades mellan den 10 november 2005 och 16 februari 2006. Lagen var indelade i tre grupper med fyra lag per grupp. Ettan och tvåan i respektive grupp gick vidare till slutspelet tillsammans med de två bästa grupptreorna i turneringen.

## Grupper

### Grupp 1
I grupp 1 spelade fyra klubblag från tre nationer; FC Midtjylland från Herning i Danmark, Hammarby IF från Stockholm i Sverige, Vålerenga IF från Oslo och IK Start från Kristiansand i Norge.

#### Tabell
| Nr | Lag            | S | V | O | F | GM | IM | MS | P  |
| -- | -------------- | - | - | - | - | -- | -- | -- | -- |
| 1  | FC Midtjylland | 6 | 3 | 3 | 0 | 13 | 5  | +8 | 12 |
| 2  | Hammarby IF    | 6 | 2 | 2 | 2 | 12 | 10 | +2 | 8  |
| 3  | Vålerenga IF   | 6 | 2 | 2 | 2 | 8  | 10 | −2 | 8  |
| 4  | IK Start       | 6 | 0 | 3 | 3 | 8  | 16 | −8 | 3  |

#### Matcher
|             | 24 november 2005 | FC Midtjylland                                                        | 4 – 0   | Vålerenga IF | SAS Arena                                              |                                                        |
| 18:00 UTC+1 | 18:00 UTC+1      | Mikkel Thygesen 17′, 67′ Kristian Bak Nielsen 59′ Dennis Sørensen 68′ | (1 – 0) |              | Herning Publik: 3 154 Domare: Martin Hansson (Sverige) | Herning Publik: 3 154 Domare: Martin Hansson (Sverige) |
| 18:00 UTC+1 | 18:00 UTC+1      |                                                                       |         |              | Herning Publik: 3 154 Domare: Martin Hansson (Sverige) | Herning Publik: 3 154 Domare: Martin Hansson (Sverige) |
| 18:00 UTC+1 | 18:00 UTC+1      |                                                                       |         |              | Herning Publik: 3 154 Domare: Martin Hansson (Sverige) | Herning Publik: 3 154 Domare: Martin Hansson (Sverige) |

|             | 24 november 2005 | IK Start              | 2 – 4           | Hammarby IF                                                                              | Odd Stadion                                          |                                                      |
| 18:00 UTC+1 | 18:00 UTC+1      | Todi Jónsson 38′, 52′ | (1 – 1) Rapport | 8′ Max von Schlebrügge 59′ (str.) Jeffrey Aubynn 62′ Paulinho Guará 86′ Petter Andersson | Skien Publik: 639 Domare: Thomas Vejlgaard (Danmark) | Skien Publik: 639 Domare: Thomas Vejlgaard (Danmark) |
| 18:00 UTC+1 | 18:00 UTC+1      |                       |                 |                                                                                          | Skien Publik: 639 Domare: Thomas Vejlgaard (Danmark) | Skien Publik: 639 Domare: Thomas Vejlgaard (Danmark) |
| 18:00 UTC+1 | 18:00 UTC+1      |                       |                 |                                                                                          | Skien Publik: 639 Domare: Thomas Vejlgaard (Danmark) | Skien Publik: 639 Domare: Thomas Vejlgaard (Danmark) |

|             | 27 november 2005 | Vålerenga IF                                | 3 – 1   | IK Start                     | Ullevaal Stadion                                     |                                                      |
| 16:00 UTC+1 | 16:00 UTC+1      | Magne Hoseth 20′, 40′ Freddy dos Santos 30′ | (3 – 0) | 83′ Kjetil Ruthford Pedersen | Oslo Publik: 2 940 Domare: Peter Rasmussen (Danmark) | Oslo Publik: 2 940 Domare: Peter Rasmussen (Danmark) |
| 16:00 UTC+1 | 16:00 UTC+1      |                                             |         |                              | Oslo Publik: 2 940 Domare: Peter Rasmussen (Danmark) | Oslo Publik: 2 940 Domare: Peter Rasmussen (Danmark) |
| 16:00 UTC+1 | 16:00 UTC+1      |                                             |         |                              | Oslo Publik: 2 940 Domare: Peter Rasmussen (Danmark) | Oslo Publik: 2 940 Domare: Peter Rasmussen (Danmark) |

|             | 8 december 2005 | IK Start         | 1 – 1   | FC Midtjylland    | Odd Stadion                                           |                                                       |
| 18:00 UTC+1 | 18:00 UTC+1     | Todi Jònsson 15′ | (1 – 1) | 32′ Simon Poulsen | Skien Publik: 63 Domare: Stefan Johannesson (Sverige) | Skien Publik: 63 Domare: Stefan Johannesson (Sverige) |
| 18:00 UTC+1 | 18:00 UTC+1     |                  |         |                   | Skien Publik: 63 Domare: Stefan Johannesson (Sverige) | Skien Publik: 63 Domare: Stefan Johannesson (Sverige) |
| 18:00 UTC+1 | 18:00 UTC+1     |                  |         |                   | Skien Publik: 63 Domare: Stefan Johannesson (Sverige) | Skien Publik: 63 Domare: Stefan Johannesson (Sverige) |

|             | 8 december 2005 | Hammarby IF | 0 – 0 | Vålerenga IF | Söderstadion                                                 |                                                              |
| 20:35 UTC+1 | 20:35 UTC+1     |             |       |              | Stockholm Publik: 6 061 Domare: Nicolay Vollquartz (Danmark) | Stockholm Publik: 6 061 Domare: Nicolay Vollquartz (Danmark) |
| 20:35 UTC+1 | 20:35 UTC+1     |             |       |              | Stockholm Publik: 6 061 Domare: Nicolay Vollquartz (Danmark) | Stockholm Publik: 6 061 Domare: Nicolay Vollquartz (Danmark) |
| 20:35 UTC+1 | 20:35 UTC+1     |             |       |              | Stockholm Publik: 6 061 Domare: Nicolay Vollquartz (Danmark) | Stockholm Publik: 6 061 Domare: Nicolay Vollquartz (Danmark) |

|             | 11 december 2005 | IK Start                                        | 3 – 3   | Vålerenga IF                                        | Odd Stadion                                        |                                                    |
| 15:55 UTC+1 | 15:55 UTC+1      | Stefan Bärlin 6′ (str.), 81′ Gleen Andersen 89′ | (1 – 1) | 44′ (sjm.) Kristoffer Paulsen 55′, 70′ Morten Berre | Skien Publik: 429 Domare: Jonas Eriksson (Sverige) | Skien Publik: 429 Domare: Jonas Eriksson (Sverige) |
| 15:55 UTC+1 | 15:55 UTC+1      |                                                 |         |                                                     | Skien Publik: 429 Domare: Jonas Eriksson (Sverige) | Skien Publik: 429 Domare: Jonas Eriksson (Sverige) |
| 15:55 UTC+1 | 15:55 UTC+1      |                                                 |         |                                                     | Skien Publik: 429 Domare: Jonas Eriksson (Sverige) | Skien Publik: 429 Domare: Jonas Eriksson (Sverige) |

|             | 12 december 2005 | Hammarby IF                           | 2 – 2           | FC Midtjylland                         | Söderstadion                                           |                                                        |
| 19:00 UTC+1 | 19:00 UTC+1      | Bjrön Runström 21′ Paulinho Guará 60′ | (1 – 2) Rapport | 15′ Michael Hansen 36′ Dennis Sørensen | Stockholm Publik: 6 104 Domare: Brage Sandmoen (Norge) | Stockholm Publik: 6 104 Domare: Brage Sandmoen (Norge) |
| 19:00 UTC+1 | 19:00 UTC+1      |                                       |                 |                                        | Stockholm Publik: 6 104 Domare: Brage Sandmoen (Norge) | Stockholm Publik: 6 104 Domare: Brage Sandmoen (Norge) |
| 19:00 UTC+1 | 19:00 UTC+1      |                                       |                 |                                        | Stockholm Publik: 6 104 Domare: Brage Sandmoen (Norge) | Stockholm Publik: 6 104 Domare: Brage Sandmoen (Norge) |

|             | 9 februari 2006 | FC Midtjylland                   | 4 – 1   | Hammarby IF        | SAS Arena                                         |                                                   |
| 19:00 UTC+1 | 19:00 UTC+1     | Klaus Kærgård 45′, 47′, 67′, 73′ | (1 – 0) | 77′ Jeffrey Aubynn | Herning Publik: 3 052 Domare: Terje Hauge (Norge) | Herning Publik: 3 052 Domare: Terje Hauge (Norge) |
| 19:00 UTC+1 | 19:00 UTC+1     |                                  |         |                    | Herning Publik: 3 052 Domare: Terje Hauge (Norge) | Herning Publik: 3 052 Domare: Terje Hauge (Norge) |
| 19:00 UTC+1 | 19:00 UTC+1     |                                  |         |                    | Herning Publik: 3 052 Domare: Terje Hauge (Norge) | Herning Publik: 3 052 Domare: Terje Hauge (Norge) |

|             | 12 februari 2006 | Vålerenga IF | 0 – 1   | FC Midtjylland    | Vallhall Arena                                         |                                                        |
| 13:30 UTC+1 | 13:30 UTC+1      |              | (0 – 0) | 49′ David Nielsen | Oslo Publik: 2 653 Domare: Daniel Stålhammar (Sverige) | Oslo Publik: 2 653 Domare: Daniel Stålhammar (Sverige) |
| 13:30 UTC+1 | 13:30 UTC+1      |              |         |                   | Oslo Publik: 2 653 Domare: Daniel Stålhammar (Sverige) | Oslo Publik: 2 653 Domare: Daniel Stålhammar (Sverige) |
| 13:30 UTC+1 | 13:30 UTC+1      |              |         |                   | Oslo Publik: 2 653 Domare: Daniel Stålhammar (Sverige) | Oslo Publik: 2 653 Domare: Daniel Stålhammar (Sverige) |

|             | 12 februari 2006 | Hammarby IF                                                                    | 4 – 0   | IK Start | Södertälje fotbollsarena                                   |                                                            |
| 16:00 UTC+1 | 16:00 UTC+1      | Petter Andersson 10′ David Johansson 23′ Björn Runström 35′ Jeffrey Aubynn 47′ | (3 – 0) |          | Södertälje Publik: 4 153 Domare: Claus Bo Larsen (Danmark) | Södertälje Publik: 4 153 Domare: Claus Bo Larsen (Danmark) |
| 16:00 UTC+1 | 16:00 UTC+1      |                                                                                |         |          | Södertälje Publik: 4 153 Domare: Claus Bo Larsen (Danmark) | Södertälje Publik: 4 153 Domare: Claus Bo Larsen (Danmark) |
| 16:00 UTC+1 | 16:00 UTC+1      |                                                                                |         |          | Södertälje Publik: 4 153 Domare: Claus Bo Larsen (Danmark) | Södertälje Publik: 4 153 Domare: Claus Bo Larsen (Danmark) |

|             | 16 februari 2006 | FC Midtjylland   | 1 – 1   | IK Start       | SAS Arena                                              |                                                        |
| 20:35 UTC+1 | 20:35 UTC+1      | Simon Poulsen 6′ | (1 – 1) | 36′ Bala Garba | Herning Publik: 3 370 Domare: Jonas Eriksson (Sverige) | Herning Publik: 3 370 Domare: Jonas Eriksson (Sverige) |
| 20:35 UTC+1 | 20:35 UTC+1      |                  |         |                | Herning Publik: 3 370 Domare: Jonas Eriksson (Sverige) | Herning Publik: 3 370 Domare: Jonas Eriksson (Sverige) |
| 20:35 UTC+1 | 20:35 UTC+1      |                  |         |                | Herning Publik: 3 370 Domare: Jonas Eriksson (Sverige) | Herning Publik: 3 370 Domare: Jonas Eriksson (Sverige) |

|             | 16 februari 2006 | Vålerenga IF                              | 2 – 1   | Hammarby IF         | Vallhall Arena                                    |                                                   |
| 20:35 UTC+1 | 20:35 UTC+1      | Morten Berre 10′ Daniel Fredheim Holm 33′ | (2 – 1) | 17′ David Johansson | Oslo Publik: 2 178 Domare: Emil Laursen (Danmark) | Oslo Publik: 2 178 Domare: Emil Laursen (Danmark) |
| 20:35 UTC+1 | 20:35 UTC+1      |                                           |         |                     | Oslo Publik: 2 178 Domare: Emil Laursen (Danmark) | Oslo Publik: 2 178 Domare: Emil Laursen (Danmark) |
| 20:35 UTC+1 | 20:35 UTC+1      |                                           |         |                     | Oslo Publik: 2 178 Domare: Emil Laursen (Danmark) | Oslo Publik: 2 178 Domare: Emil Laursen (Danmark) |

### Grupp 2
I grupp 2 spelade fyra klubblag från tre nationer; Brøndby IF från Brøndby, FC Köpenhamn från Köpenhamn i Danmark, Kalmar FF från Kalmar i Sverige och Lillestrøm SK från Lillestrøm i Norge.

#### Tabell
| Nr | Lag           | S | V | O | F | GM | IM | MS | P  |
| -- | ------------- | - | - | - | - | -- | -- | -- | -- |
| 1  | Lillestrøm SK | 6 | 2 | 4 | 0 | 6  | 3  | +3 | 10 |
| 2  | FC Köpenhamn  | 6 | 1 | 4 | 1 | 5  | 5  | 0  | 7  |
| 3  | Brøndby IF    | 6 | 1 | 3 | 2 | 7  | 7  | 0  | 6  |
| 4  | Kalmar FF     | 6 | 1 | 3 | 2 | 3  | 6  | −3 | 6  |

#### Matcher
|             | 10 november 2005 | Kalmar FF           | 1 – 1   | Brøndby IF      | Fredriksskans IP                                 |                                                  |
| 20:35 UTC+1 | 20:35 UTC+1      | Lasse Johansson 35′ | (1 – 0) | 88′ Per Nielsen | Kalmar Publik: 4 540 Domare: Terje Hauge (Norge) | Kalmar Publik: 4 540 Domare: Terje Hauge (Norge) |
| 20:35 UTC+1 | 20:35 UTC+1      |                     |         |                 | Kalmar Publik: 4 540 Domare: Terje Hauge (Norge) | Kalmar Publik: 4 540 Domare: Terje Hauge (Norge) |
| 20:35 UTC+1 | 20:35 UTC+1      |                     |         |                 | Kalmar Publik: 4 540 Domare: Terje Hauge (Norge) | Kalmar Publik: 4 540 Domare: Terje Hauge (Norge) |

|             | 24 november 2005 | Lillestrøm SK | 0 – 0 | FC Köpenhamn | Åråsen Stadion                                              |                                                             |
| 20:30 UTC+1 | 20:30 UTC+1      |               |       |              | Lillestrøm Publik: 2 289 Domare: Peter Fröjdfeldt (Sverige) | Lillestrøm Publik: 2 289 Domare: Peter Fröjdfeldt (Sverige) |
| 20:30 UTC+1 | 20:30 UTC+1      |               |       |              | Lillestrøm Publik: 2 289 Domare: Peter Fröjdfeldt (Sverige) | Lillestrøm Publik: 2 289 Domare: Peter Fröjdfeldt (Sverige) |
| 20:30 UTC+1 | 20:30 UTC+1      |               |       |              | Lillestrøm Publik: 2 289 Domare: Peter Fröjdfeldt (Sverige) | Lillestrøm Publik: 2 289 Domare: Peter Fröjdfeldt (Sverige) |

|             | 27 november 2005 | Lillestrøm SK | 0 – 0 | Kalmar FF | Åråsen Stadion                                             |                                                            |
| 14:00 UTC+1 | 14:00 UTC+1      |               |       |           | Lillestrøm Publik: 1 777 Domare: Claus Bo Larsen (Danmark) | Lillestrøm Publik: 1 777 Domare: Claus Bo Larsen (Danmark) |
| 14:00 UTC+1 | 14:00 UTC+1      |               |       |           | Lillestrøm Publik: 1 777 Domare: Claus Bo Larsen (Danmark) | Lillestrøm Publik: 1 777 Domare: Claus Bo Larsen (Danmark) |
| 14:00 UTC+1 | 14:00 UTC+1      |               |       |           | Lillestrøm Publik: 1 777 Domare: Claus Bo Larsen (Danmark) | Lillestrøm Publik: 1 777 Domare: Claus Bo Larsen (Danmark) |

|             | 8 december 2005 | Kalmar FF | 0 – 2   | Lillestrøm SK                     | Fredriksskans IP                                       |                                                        |
| 18:00 UTC+1 | 18:00 UTC+1     |           | (0 – 1) | 36′ Frode Kippe 58′ Magnus Powell | Kalmar Publik: 3 002 Domare: Mikael Svendsen (Danmark) | Kalmar Publik: 3 002 Domare: Mikael Svendsen (Danmark) |
| 18:00 UTC+1 | 18:00 UTC+1     |           |         |                                   | Kalmar Publik: 3 002 Domare: Mikael Svendsen (Danmark) | Kalmar Publik: 3 002 Domare: Mikael Svendsen (Danmark) |
| 18:00 UTC+1 | 18:00 UTC+1     |           |         |                                   | Kalmar Publik: 3 002 Domare: Mikael Svendsen (Danmark) | Kalmar Publik: 3 002 Domare: Mikael Svendsen (Danmark) |

|             | 8 december 2005 | FC Köpenhamn               | 1 – 1   | Brøndby IF         | Parken                                                      |                                                             |
| 20:35 UTC+1 | 20:35 UTC+1     | André Bergdølmo 90′ (str.) | (0 – 1) | 12′ Johan Elmander | Köpenhamn Publik: 17 644 Domare: Tom Henning Øvrebø (Norge) | Köpenhamn Publik: 17 644 Domare: Tom Henning Øvrebø (Norge) |
| 20:35 UTC+1 | 20:35 UTC+1     |                            |         |                    | Köpenhamn Publik: 17 644 Domare: Tom Henning Øvrebø (Norge) | Köpenhamn Publik: 17 644 Domare: Tom Henning Øvrebø (Norge) |
| 20:35 UTC+1 | 20:35 UTC+1     |                            |         |                    | Köpenhamn Publik: 17 644 Domare: Tom Henning Øvrebø (Norge) | Köpenhamn Publik: 17 644 Domare: Tom Henning Øvrebø (Norge) |

|             | 11 december 2005 | Kalmar FF        | 1 – 0   | FC Köpenhamn | Fredriksskans IP                                       |                                                        |
| 16:00 UTC+1 | 16:00 UTC+1      | Cesar Santin 41′ | (1 – 0) |              | Kalmar Publik: 3 315 Domare: Svein Oddvar Moen (Norge) | Kalmar Publik: 3 315 Domare: Svein Oddvar Moen (Norge) |
| 16:00 UTC+1 | 16:00 UTC+1      |                  |         |              | Kalmar Publik: 3 315 Domare: Svein Oddvar Moen (Norge) | Kalmar Publik: 3 315 Domare: Svein Oddvar Moen (Norge) |
| 16:00 UTC+1 | 16:00 UTC+1      |                  |         |              | Kalmar Publik: 3 315 Domare: Svein Oddvar Moen (Norge) | Kalmar Publik: 3 315 Domare: Svein Oddvar Moen (Norge) |

|             | 11 december 2005 | Brøndby IF | 0 – 1   | Lillestrøm SK    | Brøndby Stadion                                           |                                                           |
| 18:05 UTC+1 | 18:05 UTC+1      |            | (0 – 0) | 80′ Espen Søgård | Brøndby Publik: 7 481 Domare: Daniel Stålhammar (Sverige) | Brøndby Publik: 7 481 Domare: Daniel Stålhammar (Sverige) |
| 18:05 UTC+1 | 18:05 UTC+1      |            |         |                  | Brøndby Publik: 7 481 Domare: Daniel Stålhammar (Sverige) | Brøndby Publik: 7 481 Domare: Daniel Stålhammar (Sverige) |
| 18:05 UTC+1 | 18:05 UTC+1      |            |         |                  | Brøndby Publik: 7 481 Domare: Daniel Stålhammar (Sverige) | Brøndby Publik: 7 481 Domare: Daniel Stålhammar (Sverige) |

|             | 8 februari 2006 | Brøndby IF          | 1 – 2   | FC Köpenhamn                           | Brøndby Stadion                                            |                                                            |
| 20:35 UTC+1 | 20:35 UTC+1     | Kim Christensen 77′ | (0 – 0) | 51′ Marcus Allbäck 63′ Martin Bergvold | Brøndby Publik: 12 345 Domare: Martin Ingvarsson (Sverige) | Brøndby Publik: 12 345 Domare: Martin Ingvarsson (Sverige) |
| 20:35 UTC+1 | 20:35 UTC+1     |                     |         |                                        | Brøndby Publik: 12 345 Domare: Martin Ingvarsson (Sverige) | Brøndby Publik: 12 345 Domare: Martin Ingvarsson (Sverige) |
| 20:35 UTC+1 | 20:35 UTC+1     |                     |         |                                        | Brøndby Publik: 12 345 Domare: Martin Ingvarsson (Sverige) | Brøndby Publik: 12 345 Domare: Martin Ingvarsson (Sverige) |

|             | 12 februari 2006 | Brøndby IF                              | 2 – 0   | Kalmar FF | Brøndby Stadion                                      |                                                      |
| 16:00 UTC+1 | 16:00 UTC+1      | Morten Rasmussen 35′ Stefan Schmidt 90′ | (1 – 0) |           | Brøndby Publik: 7 851 Domare: Espen Berntsen (Norge) | Brøndby Publik: 7 851 Domare: Espen Berntsen (Norge) |
| 16:00 UTC+1 | 16:00 UTC+1      |                                         |         |           | Brøndby Publik: 7 851 Domare: Espen Berntsen (Norge) | Brøndby Publik: 7 851 Domare: Espen Berntsen (Norge) |
| 16:00 UTC+1 | 16:00 UTC+1      |                                         |         |           | Brøndby Publik: 7 851 Domare: Espen Berntsen (Norge) | Brøndby Publik: 7 851 Domare: Espen Berntsen (Norge) |

|             | 12 februari 2006 | FC Köpenhamn         | 1 – 1   | Lillestrøm SK      | Parken                                                       |                                                              |
| 16:00 UTC+1 | 16:00 UTC+1      | Tobias Linderoth 25′ | (1 – 0) | 89′ Olivier Occean | Köpenhamn Publik: 7 067 Domare: Stefan Johannesson (Sverige) | Köpenhamn Publik: 7 067 Domare: Stefan Johannesson (Sverige) |
| 16:00 UTC+1 | 16:00 UTC+1      |                      |         |                    | Köpenhamn Publik: 7 067 Domare: Stefan Johannesson (Sverige) | Köpenhamn Publik: 7 067 Domare: Stefan Johannesson (Sverige) |
| 16:00 UTC+1 | 16:00 UTC+1      |                      |         |                    | Köpenhamn Publik: 7 067 Domare: Stefan Johannesson (Sverige) | Köpenhamn Publik: 7 067 Domare: Stefan Johannesson (Sverige) |

|             | 16 februari 2006 | FC Köpenhamn         | 1 – 1   | Kalmar FF         | Parken                                                 |                                                        |
| 20:35 UTC+1 | 20:35 UTC+1      | Atiba Hutchinson 25′ | (1 – 1) | 30′ Fabio Augusto | Köpenhamn Publik: 5 432 Domare: Tommy Skjerven (Norge) | Köpenhamn Publik: 5 432 Domare: Tommy Skjerven (Norge) |
| 20:35 UTC+1 | 20:35 UTC+1      |                      |         |                   | Köpenhamn Publik: 5 432 Domare: Tommy Skjerven (Norge) | Köpenhamn Publik: 5 432 Domare: Tommy Skjerven (Norge) |
| 20:35 UTC+1 | 20:35 UTC+1      |                      |         |                   | Köpenhamn Publik: 5 432 Domare: Tommy Skjerven (Norge) | Köpenhamn Publik: 5 432 Domare: Tommy Skjerven (Norge) |

|             | 16 februari 2006 | Lillestrøm SK                     | 2 – 2   | Brøndby IF                           | Tønsberg gressbane                                      |                                                         |
| 20:35 UTC+1 | 20:35 UTC+1      | Arild Sundgot 11′ Trond Olsen 85′ | (1 – 0) | 64′ Jonas Kamper 75′ Martin Ericsson | Tønsberg Publik: 323 Domare: Peter Fröjdfeldt (Sverige) | Tønsberg Publik: 323 Domare: Peter Fröjdfeldt (Sverige) |
| 20:35 UTC+1 | 20:35 UTC+1      |                                   |         |                                      | Tønsberg Publik: 323 Domare: Peter Fröjdfeldt (Sverige) | Tønsberg Publik: 323 Domare: Peter Fröjdfeldt (Sverige) |
| 20:35 UTC+1 | 20:35 UTC+1      |                                   |         |                                      | Tønsberg Publik: 323 Domare: Peter Fröjdfeldt (Sverige) | Tønsberg Publik: 323 Domare: Peter Fröjdfeldt (Sverige) |

### Grupp 3
I grupp 3 spelade fyra klubblag från tre nationer; Djurgårdens IF från Stockholm i Sverige, FK Lyn från Oslo i Norge, IFK Göteborg från Göteborg i Sverige och AaB från Ålborg i Danmark.

#### Tabell
| Nr | Lag            | S | V | O | F | GM | IM | MS | P  |
| -- | -------------- | - | - | - | - | -- | -- | -- | -- |
| 1  | Djurgårdens IF | 6 | 3 | 1 | 2 | 8  | 7  | +1 | 10 |
| 2  | FK Lyn         | 6 | 2 | 2 | 2 | 7  | 6  | +1 | 8  |
| 3  | IFK Göteborg   | 6 | 2 | 2 | 2 | 7  | 7  | 0  | 8  |
| 4  | AaB            | 6 | 1 | 3 | 2 | 7  | 9  | −2 | 6  |

#### Matcher
|             | 24 november 2005 | FK Lyn           | 1 – 0   | IFK Göteborg | Tønsberg gressbane                                      |                                                         |
| 19:00 UTC+1 | 19:00 UTC+1      | Kevin Larsen 89′ | (0 – 0) |              | Tønsberg Publik: 890 Domare: Anders Hermansen (Danmark) | Tønsberg Publik: 890 Domare: Anders Hermansen (Danmark) |
| 19:00 UTC+1 | 19:00 UTC+1      |                  |         |              | Tønsberg Publik: 890 Domare: Anders Hermansen (Danmark) | Tønsberg Publik: 890 Domare: Anders Hermansen (Danmark) |
| 19:00 UTC+1 | 19:00 UTC+1      |                  |         |              | Tønsberg Publik: 890 Domare: Anders Hermansen (Danmark) | Tønsberg Publik: 890 Domare: Anders Hermansen (Danmark) |

|             | 24 november 2005 | AaB             | 1 – 3   | Djurgårdens IF                                  | Aalborg Stadion                                        |                                                        |
| 20:35 UTC+1 | 20:35 UTC+1      | Jeppe Curth 25′ | (1 – 2) | 16′ (str.) Daniel Sjölund 27′, 88′ Tobias Hysén | Aalborg Publik: 5 246 Domare: Per Ivar Staberg (Norge) | Aalborg Publik: 5 246 Domare: Per Ivar Staberg (Norge) |
| 20:35 UTC+1 | 20:35 UTC+1      |                 |         |                                                 | Aalborg Publik: 5 246 Domare: Per Ivar Staberg (Norge) | Aalborg Publik: 5 246 Domare: Per Ivar Staberg (Norge) |
| 20:35 UTC+1 | 20:35 UTC+1      |                 |         |                                                 | Aalborg Publik: 5 246 Domare: Per Ivar Staberg (Norge) | Aalborg Publik: 5 246 Domare: Per Ivar Staberg (Norge) |

|             | 27 november 2005 | Djurgårdens IF | 0 – 1   | IFK Göteborg         | Södertälje fotbollsarena                                |                                                         |
| 16:00 UTC+1 | 16:00 UTC+1      |                | (0 – 0) | 59′ Stefan Selakovic | Södertälje Publik: 2 238 Domare: Tommy Skjerven (Norge) | Södertälje Publik: 2 238 Domare: Tommy Skjerven (Norge) |
| 16:00 UTC+1 | 16:00 UTC+1      |                |         |                      | Södertälje Publik: 2 238 Domare: Tommy Skjerven (Norge) | Södertälje Publik: 2 238 Domare: Tommy Skjerven (Norge) |
| 16:00 UTC+1 | 16:00 UTC+1      |                |         |                      | Södertälje Publik: 2 238 Domare: Tommy Skjerven (Norge) | Södertälje Publik: 2 238 Domare: Tommy Skjerven (Norge) |

|             | 8 december 2005 | IFK Göteborg                                | 3 – 3   | AaB                                                        | Nya Ullevi                                            |                                                       |
| 18:00 UTC+1 | 18:00 UTC+1     | Stefan Selakovic 37′, 52′ Karl Svensson 51′ | (1 – 1) | 31′ Mattias Lindström 54′ Rasmus Würth 65′ Martin Ericsson | Göteborg Publik: 4 178 Domare: Espen Berntsen (Norge) | Göteborg Publik: 4 178 Domare: Espen Berntsen (Norge) |
| 18:00 UTC+1 | 18:00 UTC+1     |                                             |         |                                                            | Göteborg Publik: 4 178 Domare: Espen Berntsen (Norge) | Göteborg Publik: 4 178 Domare: Espen Berntsen (Norge) |
| 18:00 UTC+1 | 18:00 UTC+1     |                                             |         |                                                            | Göteborg Publik: 4 178 Domare: Espen Berntsen (Norge) | Göteborg Publik: 4 178 Domare: Espen Berntsen (Norge) |

|             | 8 december 2005 | FK Lyn       | 1 – 2   | Djurgårdens IF                           | Ullevaal Stadion                                  |                                                   |
| 20:30 UTC+1 | 20:30 UTC+1     | Jo Tessem 5′ | (1 – 2) | 17′ Toni Kuivasto 25′ Siyabonga Nomvethe | Oslo Publik: 1 050 Domare: Emil Laursen (Danmark) | Oslo Publik: 1 050 Domare: Emil Laursen (Danmark) |
| 20:30 UTC+1 | 20:30 UTC+1     |              |         |                                          | Oslo Publik: 1 050 Domare: Emil Laursen (Danmark) | Oslo Publik: 1 050 Domare: Emil Laursen (Danmark) |
| 20:30 UTC+1 | 20:30 UTC+1     |              |         |                                          | Oslo Publik: 1 050 Domare: Emil Laursen (Danmark) | Oslo Publik: 1 050 Domare: Emil Laursen (Danmark) |

|             | 11 december 2005 | IFK Göteborg      | 1 – 3   | FK Lyn                                  | Nya Ullevi                                                |                                                           |
| 15:00 UTC+1 | 15:00 UTC+1      | Karl Svensson 16′ | (1 – 1) | 39′, 85′ Jo Tessem 63′ Stefan Gislasoni | Göteborg Publik: 6 277 Domare: Knud Erik Fisker (Danmark) | Göteborg Publik: 6 277 Domare: Knud Erik Fisker (Danmark) |
| 15:00 UTC+1 | 15:00 UTC+1      |                   |         |                                         | Göteborg Publik: 6 277 Domare: Knud Erik Fisker (Danmark) | Göteborg Publik: 6 277 Domare: Knud Erik Fisker (Danmark) |
| 15:00 UTC+1 | 15:00 UTC+1      |                   |         |                                         | Göteborg Publik: 6 277 Domare: Knud Erik Fisker (Danmark) | Göteborg Publik: 6 277 Domare: Knud Erik Fisker (Danmark) |

|             | 13 december 2005 | Djurgårdens IF                      | 2 – 1   | AaB                      | Södertälje fotbollsarena                             |                                                      |
| 19:00 UTC+1 | 19:00 UTC+1      | Mattias Jonson 27′ Kári Árnason 36′ | (2 – 0) | 56′ Thomas Augustinussen | Södertälje Publik: 1 309 Domare: Terje Hauge (Norge) | Södertälje Publik: 1 309 Domare: Terje Hauge (Norge) |
| 19:00 UTC+1 | 19:00 UTC+1      |                                     |         |                          | Södertälje Publik: 1 309 Domare: Terje Hauge (Norge) | Södertälje Publik: 1 309 Domare: Terje Hauge (Norge) |
| 19:00 UTC+1 | 19:00 UTC+1      |                                     |         |                          | Södertälje Publik: 1 309 Domare: Terje Hauge (Norge) | Södertälje Publik: 1 309 Domare: Terje Hauge (Norge) |

|             | 9 februari 2006 | AaB                              | 2 – 1   | FK Lyn           | Aalborg Stadion                                        |                                                        |
| 19:00 UTC+1 | 19:00 UTC+1     | Jeppe Curth 13′ Simon Bræmer 39′ | (2 – 0) | 89′ Kevin Larsen | Aalborg Publik: 3 012 Domare: Martin Hansson (Sverige) | Aalborg Publik: 3 012 Domare: Martin Hansson (Sverige) |
| 19:00 UTC+1 | 19:00 UTC+1     |                                  |         |                  | Aalborg Publik: 3 012 Domare: Martin Hansson (Sverige) | Aalborg Publik: 3 012 Domare: Martin Hansson (Sverige) |
| 19:00 UTC+1 | 19:00 UTC+1     |                                  |         |                  | Aalborg Publik: 3 012 Domare: Martin Hansson (Sverige) | Aalborg Publik: 3 012 Domare: Martin Hansson (Sverige) |

|             | 12 februari 2006 | IFK Göteborg                             | 2 – 0   | Djurgårdens IF | Ullevi                                                    |                                                           |
| 16:00 UTC+1 | 16:00 UTC+1      | Marcus Berg 25′ Niclas Alexandersson 59′ | (1 – 0) |                | Göteborg Publik: 3 349 Domare: Anders Hermansen (Danmark) | Göteborg Publik: 3 349 Domare: Anders Hermansen (Danmark) |
| 16:00 UTC+1 | 16:00 UTC+1      |                                          |         |                | Göteborg Publik: 3 349 Domare: Anders Hermansen (Danmark) | Göteborg Publik: 3 349 Domare: Anders Hermansen (Danmark) |
| 16:00 UTC+1 | 16:00 UTC+1      |                                          |         |                | Göteborg Publik: 3 349 Domare: Anders Hermansen (Danmark) | Göteborg Publik: 3 349 Domare: Anders Hermansen (Danmark) |

|             | 12 februari 2006 | FK Lyn | 0 – 0 | AaB | Vallhall Arena                                            |                                                           |
| 16:00 UTC+1 | 16:00 UTC+1      |        |       |     | Oslo Publik: 1 040 Domare: Martin Strömbergsson (Sverige) | Oslo Publik: 1 040 Domare: Martin Strömbergsson (Sverige) |
| 16:00 UTC+1 | 16:00 UTC+1      |        |       |     | Oslo Publik: 1 040 Domare: Martin Strömbergsson (Sverige) | Oslo Publik: 1 040 Domare: Martin Strömbergsson (Sverige) |
| 16:00 UTC+1 | 16:00 UTC+1      |        |       |     | Oslo Publik: 1 040 Domare: Martin Strömbergsson (Sverige) | Oslo Publik: 1 040 Domare: Martin Strömbergsson (Sverige) |

|             | 16 februari 20066 | Ålborg BK | 0 – 0 | IFK Göteborg | Aalborg Stadion                                          |                                                          |
| 20:35 UTC+1 | 20:35 UTC+1       |           |       |              | Aalborg Publik: 3 771 Domare: Tom Henning Øvrebø (Norge) | Aalborg Publik: 3 771 Domare: Tom Henning Øvrebø (Norge) |
| 20:35 UTC+1 | 20:35 UTC+1       |           |       |              | Aalborg Publik: 3 771 Domare: Tom Henning Øvrebø (Norge) | Aalborg Publik: 3 771 Domare: Tom Henning Øvrebø (Norge) |
| 20:35 UTC+1 | 20:35 UTC+1       |           |       |              | Aalborg Publik: 3 771 Domare: Tom Henning Øvrebø (Norge) | Aalborg Publik: 3 771 Domare: Tom Henning Øvrebø (Norge) |

|             | 16 februari 2006 | Djurgårdens IF   | 1 – 1   | FK Lyn              | Södertälje fotbollsarena                                      |                                                               |
| 20:35 UTC+1 | 20:35 UTC+1      | Tobias Hysén 40′ | (1 – 0) | 54′ Stefan Gislason | Södertälje Publik: 1 244 Domare: Nicolai Vollquartz (Danmark) | Södertälje Publik: 1 244 Domare: Nicolai Vollquartz (Danmark) |
| 20:35 UTC+1 | 20:35 UTC+1      |                  |         |                     | Södertälje Publik: 1 244 Domare: Nicolai Vollquartz (Danmark) | Södertälje Publik: 1 244 Domare: Nicolai Vollquartz (Danmark) |
| 20:35 UTC+1 | 20:35 UTC+1      |                  |         |                     | Södertälje Publik: 1 244 Domare: Nicolai Vollquartz (Danmark) | Södertälje Publik: 1 244 Domare: Nicolai Vollquartz (Danmark) |

## Ranking av grupptreor
| Nr | Lag (grupp)      | S | V | O | F | GM | IM | MS | P |
| -- | ---------------- | - | - | - | - | -- | -- | -- | - |
| 1  | IFK Göteborg (3) | 6 | 2 | 2 | 2 | 7  | 7  | 0  | 8 |
| 2  | Vålerenga IF (1) | 6 | 2 | 2 | 2 | 8  | 10 | −2 | 8 |
| 3  | Brøndby IF (2)   | 6 | 1 | 3 | 2 | 7  | 7  | 0  | 6 |

IFK Göteborg och Vålerenga IF också vidare till slutspelet.